# مداخله ایران در جنگ داخلی سوریه
از دهه ۲۰۰۰ تا سقوط رژیم اسد، جمهوری اسلامی ایران و سوریه بعثی، متحدان راهبردی نزدیکی بودند و جمهوری اسلامی از حکومت بعثی سوریه در جنگ داخلی سوریه، حمایت قابل‌توجهی از جمله لجستیک، فنی، مالی، پشتیبانی، آموزش و فرستادن نیروهای رزمی کرد؛ چرا که جمهوری اسلامی، بقای رژیم اسد را برای منافع منطقه‌ای خود حیاتی می‌دانست.
روابط ایران و سوریه به دوران قبل از انقلاب ۱۳۵۷ بازمی‌گردد. ایران در دهه پنجاه و در دوران سلطنت محمدرضا پهلوی در جریان سفر حافظ اسد به تهران در سال ۱۹۷۵ یک کمک بی‌سابقه ۳۰۰ میلیون دلاری به حکومت اسد ارائه کرد. همچنین سوریه در جریان جنگ ایران و عراق از حامیان اصلی سیاسی و نظامی ایران بود. با بالا گرفتن تظاهرات مردم سوریه علیه بشار اسد، از سال ۲۰۱۱ سپاه قدس به حمایت از بشار اسد پرداخته و ایران در جنگ داخلی سوریه به‌طور قابل توجهی از دولت سوریه پشتیبانی کرده است، از جمله پشتیبانی لجستیکی، فنی، مالی و همچنین آموزش نظامی برخی از نیروهای دولت سوریه. ایران بقای دولت سوریه را برای منافع منطقه‌ای خود بسیار مهم می‌داند. تا مارس ۲۰۱۷ نیروهای اعزامی ایران در سوریه ۲۱۰۰ نفر کشته دادند.
در طول جنگ داخلی سوریه، ایران حدود ۵۰ میلیارد دلار (که معادل ۱۵ درصد از تولید ناخالص داخلی ایران است) را برای کمک به رژیم اسد در جنگ اختصاص داد، علاوه بر ۲۰ میلیارد دلاری که در خرید تجهیزات نظامی برای اسد سرمایه‌گذاری کرد. علاوه بر این، ایران نیروهای زیادی را به سوریه اعزام کرد تا به رژیم اسد از نظر نظامی کمک کند. بر اساس گزارش‌های رسمی ایران، ۳۴۰ نفر از نیروی قدس در سوریه کشته شدند. اما رقم واقعی بسیار بالاتر است، در سوریه ۲۱۰۰ سرباز ایرانی کشته شدند و علاوه بر آنها ۴۱۸ افسر ارشد ایرانی نیز به قتل رسیدند.
با تجدید جنگ داخلی در نوامبر ۲۰۲۴، ایران تصمیم گرفت که مداخله نکند و به اسد در حفظ حکومت خود کمکی نکند. این به دلیل تضعیف محور مقاومت پس از فروپاشی حماس و حزب‌الله و همچنین فشارهای وارده از سوی غرب است. سقوط رژیم اسد در پس تضعیف محور مقاومت رخ داد که ایران در طول سال‌های متمادی به عنوان بخشی از تصور امنیتی خود پرورش داده بود و این امر شکستی استراتژیک بزرگ برای ایران محسوب شد.

## پیش‌زمینه
ایران بقای دولت سوریه را برای منافع خود حیاتی می‌داند. این کشور تنها متحد پایدار ایران از زمان انقلاب اسلامی ۱۳۵۷ تا الان بوده است، همچنین سوریه یکی از گذرگاه‌های مهم برای ارتباط ایران با حزب‌الله در لبنان است. رهبران ایران، سوریه را استان سی و پنج‌ام ایران معرفی کرده‌اند. اقلیت علوی به رهبری بشار اسد یکی از عوامل مهم جلوگیری از نفوذ عربستان و ایالات متحده در سوریه است.
شهر الزبدانی سوریه برای اسد و ایران از اهمیت حیاتی برخوردار است زیرا حداقل تا اواخر ژوئن سال ۲۰۱۱، این شهر قطب تدارکاتی سپاه پاسداران ایران برای تأمین حزب‌الله لبنان بود. پیش از جنگ داخلی سوریه، ایران بین ۲ تا ۳ هزار نیروی سپاهی در سوریه مستقر کرده‌بود تا ضمن آموزش نیروهای محلی، ارسال اسلحه و پول به لبنان را نیز مدیریت کنند.
حسین امیرعبداللهیان، معاون وزیر امور خارجه ایران در آوریل سال ۲۰۱۴ گفت: ما به دنبال این نیستیم که بشار اسد تا آخر عمر رئیس‌جمهور باقی بماند. اما مخالف ایدهٔ سرنگونی اسد و دولت سوریه با استفاده از تروریسم و نیروهای افراطی هستیم.

## سرکوب اعتراضات ۲۰۱۱ سوریه
گفته می‌شود ایران در اوایل اعتراضات مردم سوریه، بر اساس تجربیاتی که پس از اعتراضات انتخابات ریاست‌جمهوری ۱۳۸۸ به‌دست آورده‌بود، به دولت سوریه پشتیبانی فنی ارائه می‌داد.
در آوریل ۲۰۱۱، رئیس‌جمهور ایالات متحده، باراک اوباما و سفیر ایالات متحده در سازمان ملل متحد، سوزان رایس، ایران را به کمک مخفیانه به اسد برای خنثی کردن اعتراضات متهم کردند. و گزارش‌هایی از معترضان سوری وجود دارد که ادعا می‌کردند برخی از اعضای نیروهای امنیتی به زبان فارسی حرف می‌زدند.
به گزارش دو سایت وابسته به سپاه‌پاسداران، نیروی قدس تحت فرماندهی قاسم سلیمانی در اوایل سال ۲۰۱۱ (پیش از ظهور داعش در سوریه) در سرکوب اعتراضات مردم سوریه نقش داشت.
قاسم سلیمانی به عنوان فرمانده سپاه قدس در امور برخی از کشورهای خاورمیانه، زیر عنوان‌هایی مانند دفاع از جان مسلمانان، مداخله می‌کرد؛ ولی از دیدگاه برخی از تحلیل‌گران، این ادعای وی نیز همانند برخی از ادعاهای دیگرش دروغ بوده و بلکه با دفاع از برخی از حاکمان منطقه، باعث کشتار صدها هزار مسلمان (و غیر مسلمان) شده است. دستگاه تبلیغاتی حکومت جمهوری اسلامی مانند دستگاه تبلیغاتی رژیم سوریه (بشار اسد) با تمرکز بر جنایات داعش تلاش می‌کند تا مخاطبان، جنایات بشار اسد و همپیمانانش (جمهوری اسلامی ایران و نیز روسیه) را فراموش کنند.

### نقض حقوق بشر در سوریه
آمریکا، نظام جمهوری اسلامی ایران را به نقض حقوق بشر در سوریه متهم کرده است.

## شکایت از جمهوری اسلامی ایران در دادگاه لاهه
روز ۱۶ فوریه ۲۰۲۲ مرکز اسناد حقوق بشر ایران شکایتی را علیه جمهوری اسلامی ایران و سپاه پاسداران به دادگاه جنایی بین‌المللی لاهه ارائه کرد. هایدی دایکستال، وکیل تیم حقوقی ارائهٔ این درخواست گفته است: «شواهد و مدارک حاکی از آن است که در نتیجهٔ تأثیر مستقیم دخالت جمهوری اسلامی ایران در درگیری‌های داخلی سوریه، غیرنظامیان سوریه‌ای قربانی جنایات علیه بشریت، از قبیل اخراج از کشور و آزار و شکنجه شده‌اند.

## کمک مالی و نظامی جمهوری اسلامی به حکومت سوریه
از سال ۲۰۱۱ که جمهوری اسلامی به پشتیبانی از حکومت بشار اسد برخاسته، هزینه مالی زیادی صرف جنگ در این کشور کرده است. از سال ۲۰۱۱ ایران علاوه بر کمک‌های نظامی و فرستادن محموله‌های حاوی نفت به قیمت ارزان‌تر از بازار، وامی به مبلغ ۳٫۶ میلیارد دلار در اختیار دولت سوریه قرار داد. پرویز فتاح، رئیس بنیاد مستضعفان، در برنامه‌ای تلویزیونی اعتراف کرد که قاسم سلیمانی برای پرداخت حقوق لشکر فاطمیون به وی مراجعه کرده است. رسانه آمریکایی بلومبرگ به نقل از استفان دی میستورا، سخنگوی نماینده ویژه سازمان ملل در سوریه، خبر داد که ایران سالانه ۶ میلیارد دلار به دولت بشار اسد کمک مالی می‌کند. در همین حال، ندیم شهادی، مدیر مرکز مطالعات شرق مدیترانه فارِس وابسته به دانشگاه تافتز آمریکا، با اعلام نتایج تحقیقات خود در این زمینه به بلومبرگ گفت که ایران در سال‌های ۲۰۱۲ و ۲۰۱۳ بین ۱۴ تا ۱۵ میلیارد دلار به رژیم بشار اسد کمک نظامی و اقتصادی کرده است.
استیون هایدمان، معاون پیشین مرکز مطالعاتی انستیتوی صلح آمریکا نیز در گفت‌وگو با بلومبرگ تخمین زد که ایران در مجموع سالی بین ۱۵ تا ۲۰ میلیارد دلار به سوریه کمک می‌کند که این کمک‌ها شامل ارسال فرآورده‌های نفتی، اعطای وام، پرداخت هزینه پرسنل نظامی و فروش با تخفیف سلاح می‌شود. از سوی دیگر، روزنامه آمریکایی «کریستیان ساینس مانیتور» به نقل از اندیشکده «دی میستورا» اعلام کرد که ایران سالانه ۳۵ میلیارد دلار به بشار اسد کمک مالی می‌کند که این رقم سه برابر بودجه نظامی رسمی ایران است.
همچنین حشمت‌الله فلاحت‌پیشه عضو پیشین کمیسیون امنیت ملی مجلس گفته است که جمهوری اسلامی ایران ۲۰ تا ۳۰ میلیارد دلار به سوریه کمک کرده است.
طبق منابع دیگر در طول جنگ داخلی سوریه، ایران حدود ۵۰ میلیارد دلار (که معادل ۱۵ درصد از تولید ناخالص داخلی ایران است) برای کمک به رژیم اسد در جنگ اختصاص داده است، علاوه‌بر ۲۰ میلیارد دلاری که در خرید تجهیزات نظامی برای اسد سرمایه‌گذاری کرد. علاوه‌بر این، ایران نیروهای زیادی را به سوریه اعزام کرد تا به رژیم اسد از نظر نظامی کمک کند. بر اساس گزارش‌های رسمی ایران، ۳۴۰ نفر از نیروهای قدس در سوریه کشته شدند؛ امّا به نظر می‌رسد که ارقام واقعی بسیار بالاتر است. در سوریه ۲۱۰۰ سرباز ایرانی کشته شدند و علاوه‌بر آن‌ها، ۴۱۸ افسر ارشد ایرانی نیز به قتل رسیدند.
نظام جمهوری اسلامی ایران از حکومت سوریه پشتیبانی نظامی و غیرنظامی انجام می‌داد. پشتیبانی از دولت بشار اسد در سرکوب معترضان سوری، جزو نقض‌های حقوق بشر نظام جمهوری اسلامی ایران است.
پژوهشگر بنیاد دفاع از دموکراسی‌ها بر این باور است که حضور سپاه در سوریه اوّلین حضور این نهاد نظامی در بیرون از خاک ایران نیست؛ هر چند حمایت از اسد و جنایات جنگی که علیه مردم کشورش مرتکب می‌شود، شاید بارزترین سندی است که ثابت می‌کند سپاه پاسداران بزرگ‌ترین تشکل دولتی حامی تروریسم در جهان است.
بر پایه برخی از منابع، گروه‌های نیابتی نظام جمهوری اسلامی ایران، امنیت خاورمیانه را تهدید می‌کرد.

## مواضع سیاسی

### رهبر جمهوری اسلامی ایران

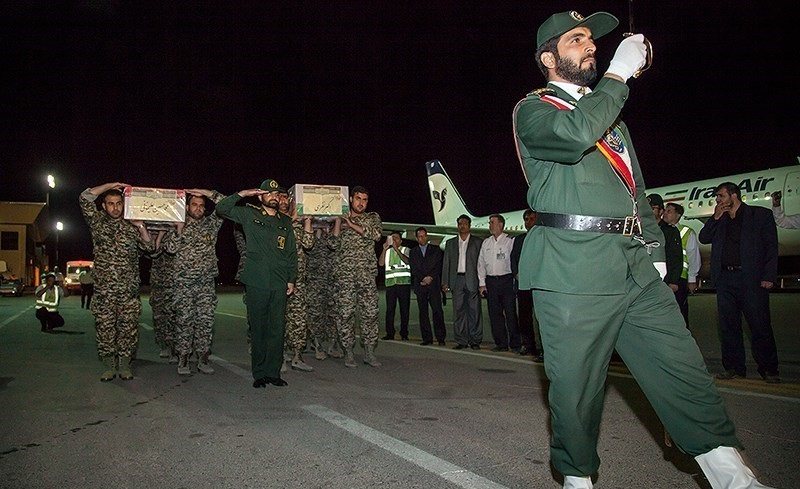
بازگشت اجساد «مدافعان حرم» به کرمانشاه، ۱۳۹۵.

سید علی خامنه‌ای، رهبر جمهوری اسلامی، در موضع‌گیری‌ای رسمی گفت: 
”هدف اصلی طراحی آمریکا در سوریه، ضربه زدن به خط مقاومت در منطقه است زیرا سوریه از مقاومت فلسطین و مقاومت اسلامی لبنان حمایت می‌کند. موضع جمهوری اسلامی ایران در قبال سوریه، حمایت از هرگونه اصلاحات به نفع مردم این کشور و مخالفت با دخالت آمریکا و کشورهای دنباله رو آن، در مسائل داخلی سوریه است. “

علی خامنه‌ای در مورد درگیری‌های داخلی سوریه می‌گوید: 
”جوهره بیداری اسلامی در کشورهای منطقه، حرکت ضدصهیونیستی و ضد آمریکایی است اما در حوادث سوریه، دست آمریکا و اسرائیل آشکار است و منطق و معیار ما ملت ایران این است که هرجا به نفع آمریکا و صهیونیسم شعار داده شود حرکت، انحرافی است. “
”متأسفانه در سوریه با حمایت برخی کشورهای منطقه، یک گروه تکفیری شکل گرفته که با همه گروه‌های مسلمان درگیر است اما حامیان این جریان باید بدانند این آتش، دامان آن‌ها را نیز خواهد گرفت. “
در سال ۲۰۱۱ و آغاز بحران، خامنه‌ای طی پیامی به بشار اسد حفاظت از مردم سوریه را خط قرمز جمهوری اسلامی نامید. رهبر جمهوری اسلامی خطاب به اسد تأکید کرد چنانچه نسبت به کشتار مردم سوریه بی‌تفاوت باشید، روی حمایت‌های جمهوری اسلامی حساب باز نکنید.

### سران نظامی و امنیتی
مهدی طائب رئیس قرارگاه در بهمن ۱۳۹۱ اظهار داشت:
سوریه استان سی و پنجم و یک استان استراتژیک برای ماست. اگر دشمن به ما هجوم کند و بخواهد سوریه یا خوزستان را بگیرد اولویت با این است که ما سوریه را نگه داریم چون اگر سوریه را نگه داریم می‌توانیم خوزستان را هم پس بگیریم اما اگر سوریه را از دست بدهیم تهران را هم نمی‌توانیم نگه داریم.
خبرگزاری فارس گفته‌های سردار همدانی در اردیبهشت ماه ۹۳ را چند ساعت پس از انتشار حذف کرد. این فرمانده ارشد سپاه پاسداران گفته بود: «امروز ما به دلایل منافعی چون انقلاب اسلامی در سوریه می‌جنگیم و دفاع ما در حد دفاع مقدس است …۴۲ گروه و ۱۲۸ گردان متشکل از ۷۰ هزار جوان اسلامی، علوی، سنی و شیعه در قالب بسیج وطنی تشکیل شده و امنیت شهرها و استان‌های سوریه را در دست گرفتند… امروز ۱۳۰ هزار بسیجی آموزش دیده منتظر ورود به سوریه می‌باشند.»
در ۲۵ اردیبهشت ۹۳ محمد اسکندری فرمانده سپاه ملایر گفت:
جنگ امروز در سوریه در واقع جنگ ما با آمریکاست که در خاک سوریه رخ داده است… فرماندهان سپاه در این کشور ۴۲ تیپ و ۱۳۸ گردان مجهز را آماده کرده‌اند و از نظر نظامی آمادگی کامل برای جنگ با دشمن را دارند…۱۴ استان سوریه معین استان‌های ایران قرار گرفته است و استان حماه در سوریه معین استان همدان قرار داده شده است، که مردم استان همدان پس از جمع‌آوری کمک‌های نقدی و مواد غذایی به‌طور مستقیم این کمک‌ها را به این استان ارسال می‌کنند.
روزنامهٔ آمریکایی وال استریت از اعزام پناهجویان افغان به سوریه از طرف سپاه پاسداران جمهوری اسلامی برای شرکت در جنگ داخلی آن کشور خبر داده و آن را بخشی از استراتژی ایران برای کاهش تلفات نیروهای سپاه و حزب‌الله لبنان در جنگ داخلی سوریه دانسته است.

### تکاوران ارتش جمهوری اسلامی ایران
امیر سرتیپ علی آراسته معاون هماهنگ‌کننده نیروی زمینی ارتش در اسفندماه ۱۳۹۴در گفتگو با خبرگزاری تسنیم از اعزام نیروهای داوطلب نیروی زمینی ارتش به سوریه خبر داد و در خصوص عملیات مستشاری نیروی زمینی ارتش به‌خصوص تیپ ۶۵ در سوریه گفت: «تیپ ۶۵ جزئی از نیروی زمینی ارتش است و ما هم از تیپ ۶۵ و هم یگان‌های دیگر به‌عنوان مستشار به سوریه نیرو اعزام می‌کنیم و این اعزام مختص تیپ ۶۵ تکاور نیست و الان در آنجا مستشاران تیپ ۶۵ نوهد حضور دارند».
علاوه بر نیروهای تیپ ۶۵ از سایر یگان‌های ارتش نیز نیروهای جهت عملیات مستشاری به سوریه اعزام شده‌اند.

### نمایندگان مجلس
محمود نبویان نماینده مجلس ایران، در بهمن‌ماه ۹۲ گفت: «۱۵۰ هزار سوری را به ایران آوردیم و به آن‌ها آموزش نظامی دادیم و ۱۵۰ هزار نفر را همان‌جا آموزش داده و ۵۰ هزار نیروی حزب‌الله را به آن‌جا فرستادیم.» همچنین جواد کریمی قدوسی، عضو کمیسیون امنیت ملی ایران در آبان‌ماه ۹۲ در مشهد گفت: «صدها گردان از ایران در سوریه وجود دارد، هر چند خبر پیروزی‌های ارتش سوریه را از زبان یک فرمانده سوری می‌شنوید، اما پشت پرده آن نیروهای ایرانی قرار دارند.»

## افکار عمومی

### مخالفان جنگ
رسانه‌های ایرانی مخالف جنگ، نظام ایران و دولت آن را به «بسیج آوارگان شیعه از کشورهای همسایه، جذب آنها در سپاه و تیپ‌ها و استفاده از آنها برای جنگ نیابتی به نمایندگی از نیروهای رژیم سوریه، در جنگی که بشار اسد علیه مردمش انجام می‌دهد»، متهم کردند؛ کشوری که «رژیم‌های ایران و سوریه از مکان‌های مقدس شیعیان برای بسیج و بسیج فرقه‌ای در صفوف این شبه نظامیان سوءاستفاده می‌کنند و آنها را فریب می‌دهند که این جنگ برای دفاع از مقدسات است.»

«نامهٔ شام» یک گروه مبارزاتی مستقل با تمرکز بر نقش رژیم ایران در سوریه که اعضای آن گروهی شهروند خبرنگار و فعال ایرانی، لبنانی و سوری هستند، برای اولین بار، در آوریل ۲۰۱۴ فعال شد. جمعی از فعالان سیاسی ایرانی در سپتامبر ۲۰۱۵ کمپینی با نام «برای سوریه» راه‌اندازی کرده‌اند. هدف آنان «روشنگری پیرامون نقش‌آفرینی مجرمانهٔ حکومت ایران در بحران سوریه» عنوان شده است. به صورت داخلی، جنبش سبز ایران به رهبری میرحسین موسوی به دلیل مخالفت با رژیم سوریه و مداخله ایران در جنگ داخلی سوریه شناخته می‌شوند. گفته می‌شود که دلیل حصر فراخوان تجمع برای همبستگی با بازداشت‌شدگان سوریه بود.در ۲۵ سپتامبر ۲۰۱۱، گروهی متشکل از ۴۰ پزشک ایرانی عضو آن جنبش از جمله مصطفی معین، در نامه ای سرگشاده رفتار رژیم سوریه در قبال اعتراضات را محکوم کردند، با این اشاره که بشار اسد، رئیس‌جمهور سوریه، یک چشم‌پزشک است. جبهه ملی ایران و همبستگی جمهوری‌خواهان ایران نیز بیانیه‌هایی را در محکومیت رژیم سوریه صادر کردند، در اوت ۲۰۱۱ و 2015. به گفتهٔ فائزه هاشمی، پدرش اکبر هاشمی رفسنجانی مخالف حضور ایران در سوریه بوده است.از زمان آغاز جنگ، بسیاری از چهره‌های ایرانی با مداخله نظامی ایران در جنگ داخلی سوریه یا از رژیم سوریه بعثی ابراز مخالفت کرده‌اند، از آنان:
- مهدی خزعلی: چشم‌پزشک و فعال اصلاحات سیاسی.[۹۶][۹۷]
- فائزه هاشمی: فعال سیاسی.[۹۸][۹۹]
- شیرین عبادی: حقوق‌دان، فعال حقوق بشر.[۱۰۰]
- محمدحسین گرگیج: فقیه مسلمان حنفی.[۱۰۱]
- علی افشاری: تحلیل‌گر و فعال سیاسی.[۱۰۲]
- عبدالحمید اسماعیل‌زهی: فقیه مسلمان حنفی.[۱۰۳]
- سید عطاءالله مهاجرانی: نویسنده و سیاستمدار.[۱۰۴]
- مرتضی کاظمیان: روزنامه‌نگار، نویسنده و فعال سیاسی.[۱۰۵]
- مجتبی واحدی: مقاله‌نویس، تحلیل‌گر سیاسی و روزنامه‌نگار.[۱۰۶]
- کاملیا انتخابی‌فرد: نویسنده، روزنامه‌نگار و مفسر خبر.[۱۰۷]
- محمدجواد اکبرین: دین‌پژوه، فعال سیاسی اصلاح‌طلب و روزنامه‌نگار.[۱۰۸][۱۰۹]
- ایرج جنتی عطایی: شاعر.[۱۱۰]
- اسماعیل خویی: شاعر.[۱۱۱]
- محمد تنگستانی: شاعر.[۱۱۲][۱۱۳]
- مهدی خلجی: نویسنده و پژوهشگر اسلامی.[۱۱۴]
- وریا غفوری: بازیکن فوتبال.[۱۱۵]
- شاهین فاطمی: پژوهشگر، فعال سیاسی و اقتصاددان.[۱۱۶]
- مجید محمدی: استاد دانشگاه و پژوهشگر[۱۱۷]
- سید مصطفی تاج‌زاده: سیاستمدار اصلاح طلب.[۱۱۸]
- محسن مخملباف: نویسنده، کارگردان و کنشگر حقوق‌بشر.[۱۱۹][۱۲۰]

## مداخله و تلفات سپاه پاسداران و نیروهای نیابتی‌اش

### اعتراف سپاه به سرکوب اعتراضات سوریه
دو رسانه سپاه پاسداران انقلاب اسلامی با انتشار گزارشی دربارهٔ فعالیت‌های نیروی قدس سپاه پاسداران انقلاب اسلامی، پس از سال‌ها تأیید کردند که نیروی قدس به فرماندهی قاسم سلیمانی از زمان آغاز اعتراضات مردم سوریه در اوایل سال ۲۰۱۱، در سرکوب این اعتراضات، نقش داشته است و به پلیس این کشور، دربارهٔ چگونگی سرکوب اعتراضات و اقدامات اطلاعاتی و امنیتی بر ضد معترضان، آموزش داده و به آن‌ها جنگ افزار و تجهیزات سرکوب داده است.
قاسم سلیمانی در پی اعتراضات سراسری مردم سوریه، بشار اسد را متقاعد کرد که تسلیم خواسته‌های مردم سوریه نشود.

### فهرست فرماندهان بلندپایه سپاه در جنگ داخلی سوریه
دست‌کم ۱۶ تن از فرماندهان بلندپایه سپاه پاسداران انقلاب اسلامی در جنگ داخلی گسترده سوریه و سرکوب و کشتار مردم این کشور، دخالت داشته‌اند.
فهرست نام فرماندهان پیش‌گفته:
1. سر لشکر قاسم سلیمانی؛ فرمانده کل نیروهای نیروی قدس سپاه پاسداران انقلاب اسلامی در خاورمیانه، از جمله در جنگ سوریه؛
2. سرتیپ حسین همدانی؛ اولین فرمانده نیروهای ایرانی در سوریه و مسئول تشکیل شبه‌نظامیان حامی بشار اسد؛
3. سرتیپ محمدجعفر اسدی؛ دومین فرمانده نیروهای ایرانی در سوریه؛
4. سرتیپ محمد حجازی؛ جانشین پیشین فرمانده کل سپاه پاسداران؛
5. سرتیپ عبدالله عراقی؛ جانشین وقت فرمانده نیروی زمینی سپاه و نیز از فرماندهان ارشد نبرد نهایی حلب در سال ۲۰۱۶؛
6. سرتیپ محمدرضا فلاح‌زاده: معاون هماهنگ‌کننده نیروهای سپاه قدس؛
7. سرتیپ علی‌اکبر پورجمشیدیان؛ معاون عملیات نیروی زمینی سپاه؛
8. سرتیپ رحیم نوعی‌اقدم؛ فرمانده قرارگاه عملیاتی زینب در سوریه؛
9. سرتیپ محمدعلی الله‌دادی، فرمانده قرارگاه عملیاتی در مناطق جنوبی سوریه؛
10. سرتیپ محمود چهارباغی؛ فرمانده پیشین توپخانه نیروی زمینی سپاه؛
11. سرتیپ اسماعیل قاآنی؛ مسئول سازمان‌دهی تیپ فاطمیون و نیز فرمانده جدید نیروی سپاه قدس؛
12. سرتیپ هامون محمدی؛ فرمانده سپاه استانی گیلان؛
13. سرتیپ محمدعلی حق‌بین؛ فرمانده لشکر ۱۶ قدس مستقر در گیلان؛
14. سرتیپ جواد عظیمی‌فر؛ معاون مهندسی رزمی نیروی زمینی سپاه؛
15. سرتیپ عوض شهابی‌فر؛ فرمانده سابق سپاه استانی کهگیلویه و بویراحمد؛
16. سرتیپ حمید ارجمندی‌فر؛ جانشین فرمانده قرارگاه حمزه.[۱۲۵]

### فهرست فرماندهان دریافت‌کننده نشان نظامی به دلیل جنگ در سوریه و عراق
نام برخی از فرماندهان رده‌بالای سپاه پاسداران انقلاب اسلامی و ارتش جمهوری اسلامی ایران که از دست رهبر و ولی فقیه حکومت جمهوری اسلامی ایران یعنی سید علی خامنه‌ای، به دلیل مداخله و جنگ در سوریه و عراق…، نشان نظامی گرفتند، عبارت است از:
1. سرلشکر قاسم سلیمانی؛ فرمانده کل نیروهای سپاه قدس در خاورمیانه، از جمله در جنگ سوریه و عراق (نشان ذوالفقار)؛
2. سرتیپ حسین همدانی؛ اولین فرمانده نیروهای ایرانی در سوریه و مسئول تشکیل شبه‌نظامیان حامی بشار اسد (نشان فتح یک)؛
3. سرتیپ عبدالله عراقی؛ جانشین وقت فرمانده نیروی زمینی سپاه و نیز از فرماندهان ارشد نبرد نهایی حلب در سال ۲۰۱۶ (نشان فتح دو)؛
4. سرتیپ جواد عظیمی‌فر؛ معاون مهندسی رزمی نیروی زمینی سپاه (نشان نصر یک)؛
5. سرتیپ محمود چهارباغی؛ فرمانده پیشین توپخانه نیروی زمینی سپاه (نشان نصر یک)؛
6. سرتیپ هامون محمدی؛ فرمانده سپاه استانی گیلان (نشان فتح سه)؛
7. سرتیپ محمدعلی حق‌بین؛ فرمانده لشکر ۱۶ قدس مستقر در گیلان (نشان فتح سه)؛
8. سرتیپ عوض شهابی‌فر؛ فرمانده سابق سپاه استانی کهگیلویه و بویراحمد (فتح دو)؛
9. سرتیپ حمید ارجمندی‌فر؛ جانشین فرمانده قرارگاه حمزه (نشان فتح سه)؛
10. سرتیپ حسن شاه‌صفی؛ فرمانده وقت نیروی هوایی ارتش (نشان نصر)؛[۱۲۶]

### آمار تلفات سپاه پاسداران در سوریه
از ابتدای جنگ داخلی سوریه در سال ۲۰۱۱ شماری از اعضای سپاه پاسداران که در سوریه می‌جنگیدند کشته و در شهرهای مختلف ایران تشییع شدند.
شمار تلفات سپاه پاسداران در جریان جنگ‌های منطقه طی هشت سال گذشته حدود ۶۵۰۰ نفر تخمین زده می‌شود.
خبرگزاری ایرنا در تیرماه ۱۳۹۴ از کشته شدن ۴۰۰ عضو سپاه پاسداران خبر داد، در حالی که تابناک از کشته شدن ۲۰۰ تبعه افغان لشکر فاطمیون در سوریه خبر داد.
روز شنبه ۱۰ اسفند ۱۳۹۸ بیست و یک نفر از نیروهای تیپ فاطمیون و زینبیون در جریان درگیری‌های ادلب سوریه کشته شدند.
اصغر پاشاپور یکی از دستیاران نزدیک قاسم سلیمانی در تاریخ ۶ اسفند ۱۳۹۸ در سوریه کشته شد. جزئیات کشته شدن وی هنوز به‌صورت قطعی اعلام نشده است. احتمال داده می‌شود که او یا در نبرد با حزب اسلامی ترکستان که مورد حمایت ترکیه است یا در اثر حمله موشکی اپوزیسیون به پایگاه سپاه پاسداران در نیرب واقع درجنوب حلب کشته شده باشد.
یک عضو ارشد سپاه پاسداران بنام فرهاد دبیریان روز جمعه ۱۶ اسفند ۱۳۹۸ در منطقه سیده زینب سوریه کشته شد. وی فرمانده سابق سپاه در پالمیرا، شهر باستانی در مرکز سوریه بود.
روز ۹ اسفند ۱۳۹۸ آخوند علی زنجانی که برای حفظ رژیم سوریه به استان ادلب فرستاده شده بود کشته شد.

#### نام‌های کشته‌شدگان سپاه پاسداران
برخی از فرماندهان و افسران رسمی سپاه که در سوریه کشته شده‌اند عبارتند از:
1. سرلشکر حسین همدانی
2. سردار محمدرضا زاهدی
3. سردار حسن شاطری[۱۳۴]
4. سرتیپ جانمحمد علی‌پور[۱۳۵]
5. سردار محمدعلی مرادخانی[۱۳۶]
6. سردار اسماعیل حیدری[۱۳۷]
7. سردار عبدالله اسکندری[۱۳۸]
8. سردار جبار دریساوی[۱۳۹]
9. سردار محمد جمالی پاقلعه[۱۴۰]
10. سردار سیدحمید طباطبایی‌مهر[۱۴۱]
11. سردار امیررضا علیزاده[۱۴۲]
12. سردار دادالله (ماشالله) شیبانی[۱۴۳]
13. سردار عباس عبداللهی[۱۴۴][۱۴۵]
14. سرگرد پاسدار علی کنعانی[۱۴۶]
15. سرگرد پاسدار محرم ترک[۱۴۷]
16. سرگرد پاسدار محمدحسین عطری[۱۴۸]
17. ستوان یکم سید احسان حاجی حتم لو[۱۴۹]
18. ستوان دوم موسی کاظمی[۱۵۰]
19. ستوان سوم روح‌الله کافی زاده[۱۵۱]
20. مصطفی شیخ‌الاسلامی[۱۵۲]

### اعزام نیروهای افغان
سازمان دیدبان حقوق بشر در گزارشی حول محور دخالت ایران در جنگ سوریه اظهار نموده که سپاه پاسداران ایران هزاران پناهنده افغانی که مجوز اقامت قانونی در ایران را ندارند برای جنگ سوریه استخدام کرده است. این سازمان اظهار کرده با ۳۰ تن از افغان‌های ساکن ایران مصاحبه کرده است و برخی از آنان اظهار کردند که بستگانشان با فشار و تهدید حکومت برای شرکت اجباری در این جنگ مواجه بوده‌اند. رسانه‌های ایرانی از حضور سربازان افغانی برای جنگ در سوریه پرده برداشته اما توضیحی راجع به اجباری بودن این مقوله ارائه نکرده‌اند. این نهاد اظهار کرده طی مصاحبه با یک پسر ۱۷ ساله دریافته است که فرد یادشده پس از آنکه در کنار پسر عموی خود در تهران بازداشت شد، تحت فشار قرار گرفت تا علی‌رغم میل باطنی ضمن دیدن آموزش‌های نظامی به سوریه اعزام شود. تصاویر نشر یافته از حضور نیروهای افغان در سوریه باعث شد تا دولت افغانستان اعلام کند که مدارک معتبر که صحت این تصاویر را تأیید کند، در دست نیست. هر چند مقامات بلندپایه ایران و سوریه موضوع اجباری بودن شرکت در جنگ و اقامت دادن به افغان‌ها و اذیت آن‌ها را به شدت رد می‌کنند.

#### کشته‌شدن شیعیان افغانستانی وابسته به سپاه
شبکه خبری سی‌ان‌ان نیز در آبان‌ماه گذشته بر اساس ویدئویی که از گروهی از شورشیان سوری به دست آورده بود و نیز فرستادن خبرنگاری به افغانستان، گزارشی از اعزام گروهی «پیکارجوی افغان به سوریه» منتشر کرد که «در ایران تعلیم دیده و از آن مستمری می‌گیرند».
از افراد برجسته کشته شده افغان‌های اعزامی توسط سپاه می‌توان به افراد زیر اشاره کرد:
- مهدی صابری، فرمانده گروهان علی اکبر، تیپ فاطمیون.[۱۵۵]

## تحریم
اتحادیه اروپا روز چهارشنبه اوت ۲۰۱۱–۲ شهریور ۱۳۹۰ سپاه قدس، واحد برون مرزی سپاه پاسداران ایران را به اتهام ارائه کمک و پشتیبانی به حکومت بشار اسد برای سرکوب معترضان سوری مورد تحریم قرار داد.
. و نام قاسم سلیمانی و حسن چیذری در فهرست تحریم قرار گرفت.

### تحریم دو عضو نیروی قدس
وزارت خزانه‌داری آمریکا روز سه‌شنبه اول آبان ۱۳۹۷ (۲۳ اکتبر ۲۰۱۸) دو عضو نیروی قدس سپاه پاسداران ایران را در لیست تحریم‌های تروریستی خود قرار داد. این دو نفر محمد ابراهیم اوحدی و اسماعیل رضوی نام دارند و گفته شده است که از طرف نیروی قدس سپاه پاسداران امکانات مالی و تکنولوژیک در اختیار نیروهای طالبان افغانستان قرار می‌دادند. محمد ابراهیم اوحدی، یک افسر نیروی قدس سپاه پاسداران است که در سال ۱۳۹۶ (۲۰۱۷) طی دیداری در شهر بیرجند با عبدالله صمد فاروقی، معاون حاکم در سایه ولایت هرات و چهره شاخص طالبان، به توافق رسیدند که نیروهای طالبان حملاتی را علیه حکومت افغانستان در ولایت هرات انجام دهند و پشتیبانی مالی و پول آن را نیروی قدس تأمین کند. در بیانیه وزرات خزانه‌داری آمریکا گفته شده است که آمریکا با همکاری شش کشور عربستان سعودی، بحرین، کویت، عمان، قطر و امارات متحده عربی این تحریم‌ها را علیه ۶ چهره کلیدی طالبان و دو نفر نیروی قدس وضع کرده است.

## آمار کشتگان و جنایات جنگی

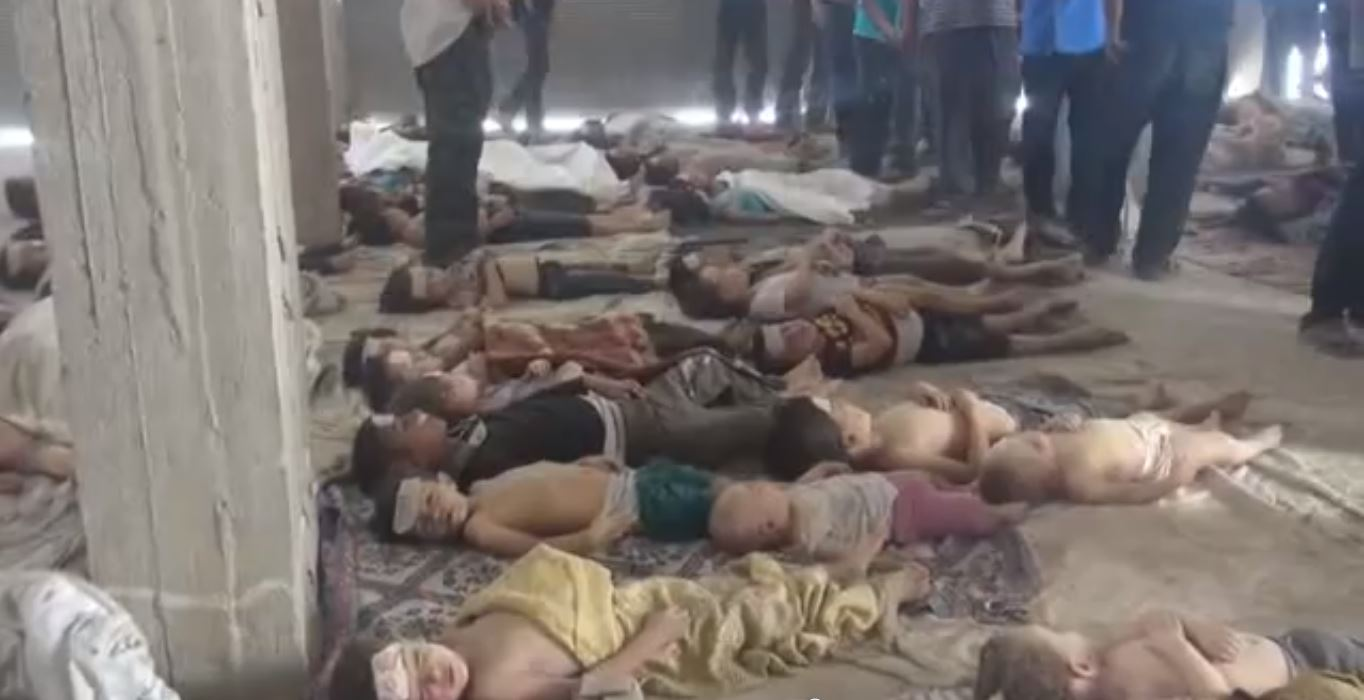
مرگ کودکان بر اثر حملات نیروهای بشار اسد

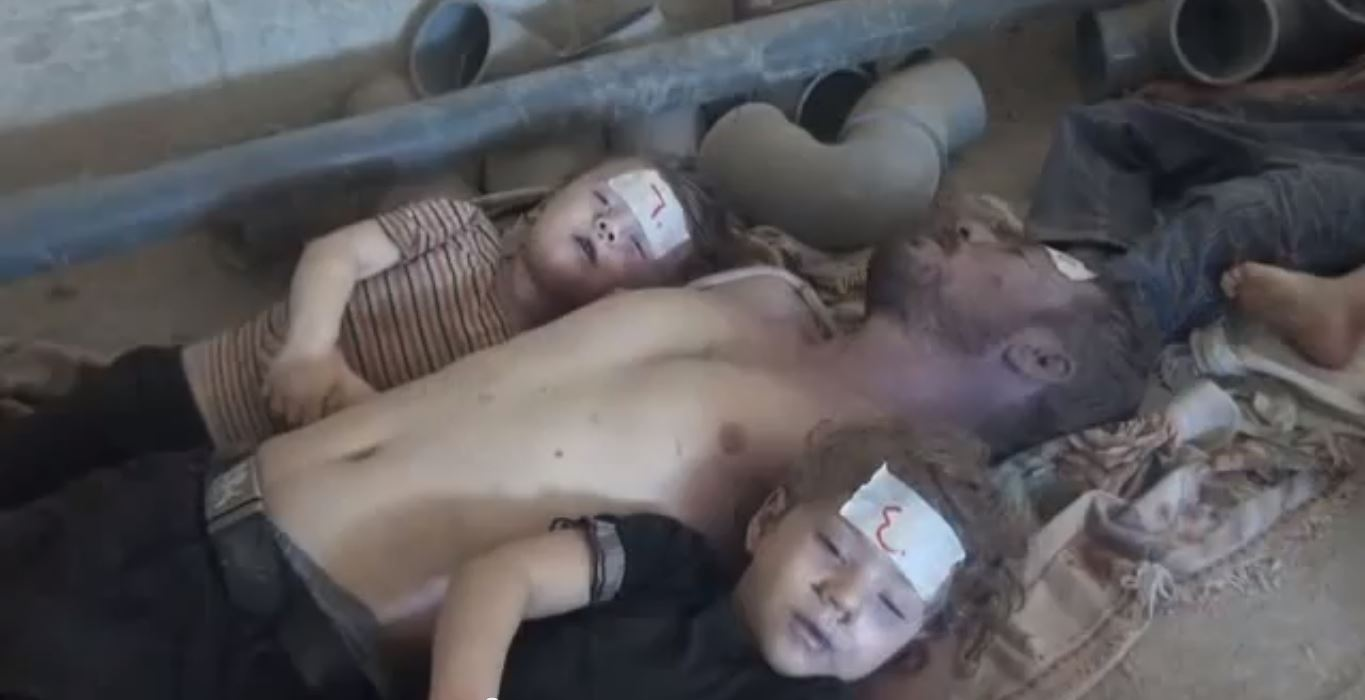
قربانیان حمله با سلاح‌های شیمیایی در غوطه

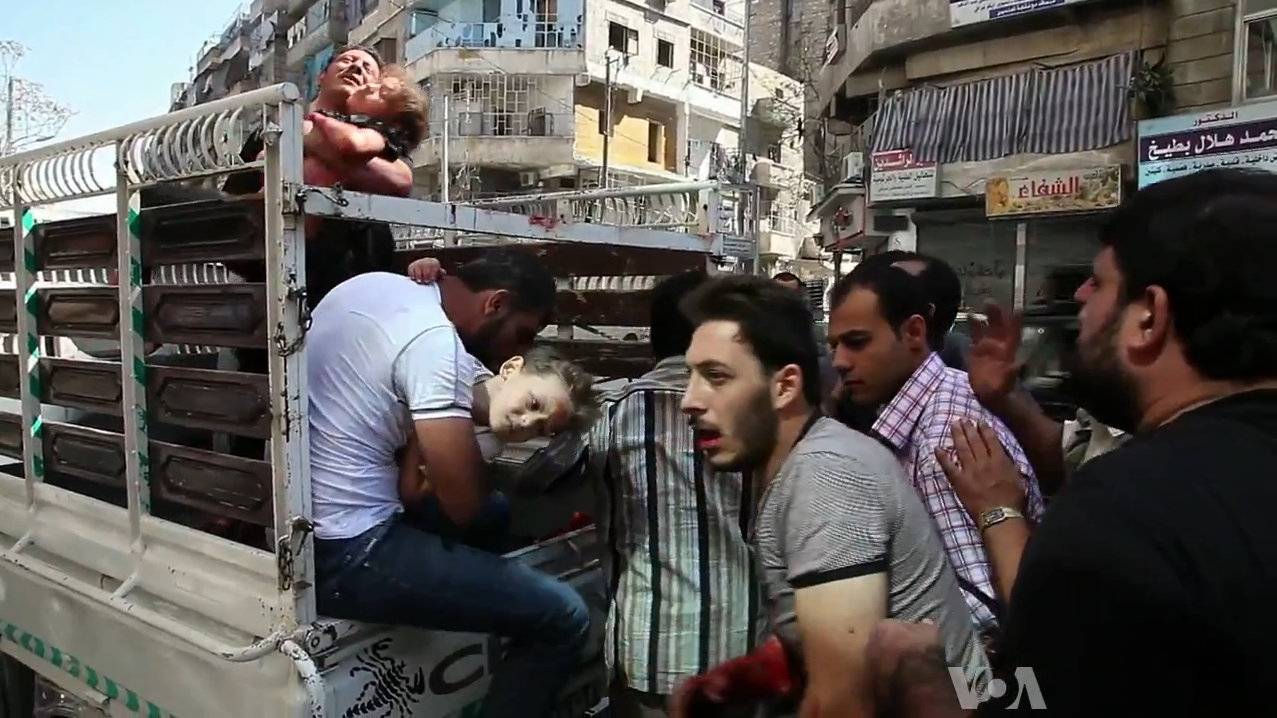
انتقال مصدومین به بیمارستان آلپو اکتبر ۲۰۱۲

در جنگ داخلی سوریه بیش از ۵۱۱٬۰۰۰ (پانصد و یازده هزار) نفر (فقط) کشته‌اند و نیز میلیون‌ها تن زخمی و زندانی و بیش از ۱۲ (دوازده) میلیون نفر هم، آواره شده‌اند.
جمهوری اسلامی ایران و روسیه از بزرگ‌ترین حامیان حکومت بشار اسد هستند؛ هر چند روسیه بعدها با ایران دربارهٔ ماندن نیروهای جمهوری اسلامی ایران در سوریه، به اختلاف رسید.
ایالات متحده آمریکا برای توقف این جنگ از بشار اسد خواسته تا از ریاست جمهوری انصراف دهد ولی بشار اسد همچنان مقاومت می‌کند، او بیش از ۲۰ سال است که رئیس‌جمهور سوریه است. حمایت جمهوری اسلامی ایران از دولت سوریه را می‌توان بزرگ‌ترین جنایت در تاریخ جمهوری اسلامی ایران دانست.
قبل از شروع بحران سوریه، بسیاری از مردم سوری از میزان بالای بیکاری، فساد و نداشتن آزادی سیاسی تحت حکومت بشار اسد، که در سال ۲۰۰۰ میلادی پس از مرگ پدرش حافظ اسد جانشین او شده بود، ناراضی بودند. در ماه مارس ۲۰۱۱ تظاهرات دموکراسی‌خواهی در شهر درعا در جنوب سوریه برپا شد که ملهم از جنبش بهار عربی در جهان عرب بود. اوج اعتراضات پس از آن شروع شد، که نیروهای امنیتی دولتی، چند دانش‌آموز را به جرم شعارنویسی علیه بشار اسد مورد ضرب‌وشتم قرار دادند و آنها را بازداشت کردند.
نظام جمهوری اسلامی ایران با هدف اینکه دولت بشار اسد رئیس‌جمهور سوریه استقامت خود را حفظ کند، با ارتش سوریه همکاری می‌کند و مخالفان بشار اسد را به‌صورت پنهانی از طریق سپاه قدس که فرمانده آن قاسم سلیمانی است، سرکوب کرده و به قتل می‌رساند.
برخی از کارشناسان و رسانه‌های مخالف معتقدند که جمهوری اسلامی ایران به دلیل پشتیبانی از دولت بشار اسد برای سرکوب اعتراضات ۲۰۱۱ سوریه سبب آغاز جنگ داخلی سوریه شده است، که پی‌آمد آن مرگ بیش از ۴۰۰ هزار نفر، میلیون‌ها آواره، میلیاردها دلار خسارت اقتصادی و ایجاد گروه‌های تروریستی داعش و جبهه النصره شده است.
سال ۲۰۱۱ همگام با ناآرامی‌ها و اعتراضات مردم سوریه در شهرهای درعا و حلب علیه بشار اسد، روزنامه آمریکایی وال استریت جورنال گزارش داده بود که تهران تجهیزاتی در اختیار دمشق می‌گذارد تا بتواند از اجتماع تظاهرکنندگان جلوگیری کند. افزون بر آن، ایران از تلاش‌های سوریه برای جلوگیری از ارتباط‌های تظاهرکنندگان از طریق اینترنت، تلفن‌های همراه و پیامک پشتیبانی می‌کند.
تا اینکه در اتحادیه اروپا طی تصمیم مورخ ۲۳ فروردین ۱۳۹۰ (۱۳ آوریل ۲۰۱۱)، ۳۲ مقام ایرانی از جمله حسین همدانی را به دلیل نقض حقوق شهروندان ایرانی و همچنین به دلیل همکاری با بشار اسد از ورود به کشورهای این اتحادیه محروم کرد. کلیه «دارایی‌های» حسین همدانی نیز در اروپا توقیف شد.

پس از مرگ او روزنامه گاردین در مقاله‌ای عنوان کرد که کشته شدن حسین همدانی، نقش فزاینده حکومت ایران در حمایت از دولت بشار اسد در سوریه را روشن می‌کند.
در مه ۲۰۱۱ برابر با اردیبهشت ۱۳۹۰ مقامات وزارت امور خارجه ایالات متحده آمریکا، قاسم سلیمانی فرمانده نیروی قدس سپاه پاسداران انقلاب اسلامی را متهم به همکاری با نیروهای امنیتی سوریه در جریان اعتراضات در این کشور و سرکوب مخالفان بشار اسد کردند. در پی این اتهام وزارت خزانه‌داری ایالات متحده آمریکا، قاسم سلیمانی را تحریم کرد.
در ۲۴ ژوئن ۲۰۱۱ (۳ تیر ۱۳۹۰)، روزنامهٔ رسمی اتحادیه اروپا گزارش کرد که کشورهای عضو اتحادیه، سه تن از فرماندهان ارشد سپاه پاسداران انقلاب اسلامی، یعنی محمدعلی جعفری، قاسم سلیمانی، حسین طائب و نیز چند شهروند و مؤسسه اقتصادی سوریه را در واکنش به ادامه سرکوب خشونت‌آمیز معترضان سوری توسط حکومت سوریه و سپاه قدس جمهوری اسلامی ایران، تحریم کرده‌اند.
در مرداد ۱۳۹۱ برابر با اوت ۲۰۱۲ معارضان سوری سه پهباد ایرانی درحال تعمیر را در آزمایشگاهی در شهر حلب سوریه پیدا کردند.
در اوت ۲۰۱۱ باراک اوباما خواستار کناره‌گیری بشار اسد شد و دستور مسدود دارائی‌های حکومت سوریه را صادر کرد.
حکومت بشار اسد محکوم به بمباران مدارس، ساختمان‌های مسکونی، آوارگاه‌ها و بیمارستان‌ها می‌باشد که به کشتار دسته‌جمعی غیرنظامیان منجر شده است.
به گزارش خبرگزاری آلمان، نیروهای دولتی اسد، بامداد سه‌شنبه ۱۲ ژوئن ۲۰۱۲ در استان دیرالزور مناطقی که ساکنان آنها به نشانه اعتراض به قتل کودکان دست به تظاهرات زده‌بودند را گلوله‌باران کردند که در نتیجه آن دست‌کم ۳۰ نفر از جمله تعدادی کودک جان باختند. در همان ایام گزارش سازمان ملل که در مورد کودکان سوری، تنظیم شده، می‌نویسد پسران و دختران بین ۸ تا ۱۳ سال توسط نیروهای دولتی سوریه از خانه‌هایشان ربوده می‌شوند. در جریان حملات دولتی به روستاهای ناآرام، از این کودکان ربوده‌شده به عنوان سپر انسانی استفاده می‌شود و آنها را به شیشه‌های اتوبوس‌های حامل نظامیان می‌بندند تا از تیراندازی به این اتوبوس‌ها پیشگیری شود. از دیدگاه سازمان ملل متحد در رأس جنایات علیه بشریت، جمهوری اسلامی ایران، روسیه، سوریه، ایالات متحده آمریکا و داعش مشهود است.

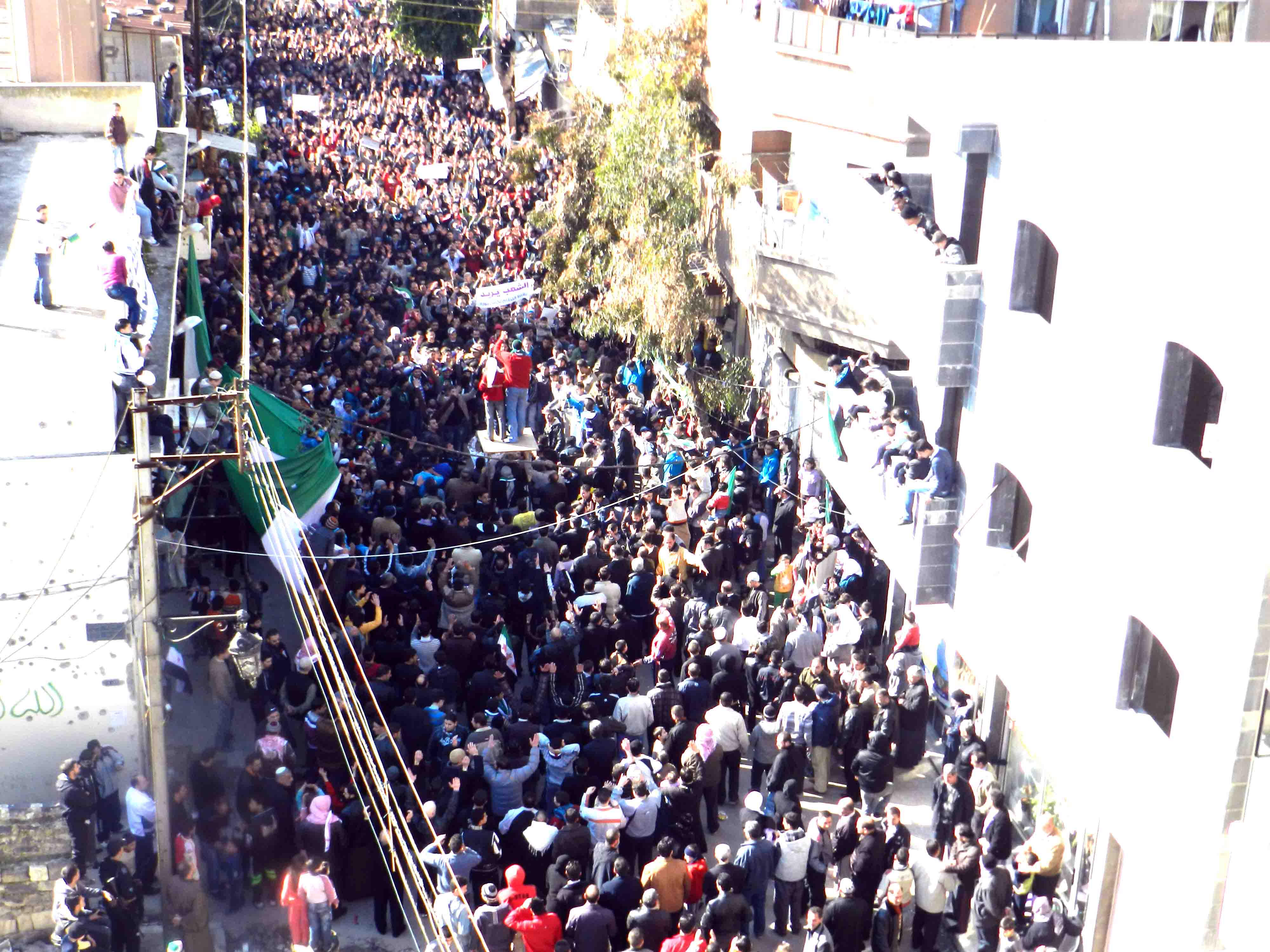
اعتراضات مردم حوله به کشتار حوله

کشتار حوله حمله‌ای در تاریخ ۲۵ مه ۲۰۱۲ در منطقه حوله، در شمال شهر حُمص در سوریه بود. در این حمله مرتبط با سرکوب شورش علیه دولت سوریه، حداقل ۱۰۸ نفر از مردم محلی به قتل رسیدند. از جمله کشته‌شدگان ۴۹ کودک و ۳۴ زن بودند که با شلیک گلوله از فاصله نزدیک یا ضربات چاقو کشته و بسیاری نیز با وضع فجیعی سر بریده شده بودند.
سازمان ملل بعداً اعلام کرد که بیشتر قربانیان در دو رخداد به سرعت اعدام شده‌اند و شبه‌نظامیان طرفدار بشار اسد و جمهوری اسلامی ایران به اسم شبیحه عامل این فاجعه هستند. ساکنان گفتند قبل از کشتار از سازمان ملل تقاضای کمک کرده بودند و نسبت به حمله قریب‌الوقوع دولت هشدار داده بودند ولی ناظران سازمان ملل پاسخی ندادند.
حملات شیمیایی غوطه یک سری از حملات شیمیایی بود که در تاریخ ۲۱ اوت ۲۰۱۳ از سوی دولت بشار اسد در منطقه غوطه در استان ریف دمشق در سوریه برای سرکوب مخالفان خود با پشتیبانی جمهوری اسلامی ایران و روسیه و حزب‌الله لبنان رخ داد. منابع مخالفان حکومت سوریه آمار تلفات این حملات را بین ۳۲۲ تا ۱٬۷۲۹ نفر اعلام کردند. دیدبان حقوق بشر سوریه در کمترین برآورد، میزان تلفات را ۳۲۲ کشته تخمین زد و اعلام کرد که ۴۶ جنگجوی شورشی نیز در جمع کشته‌شدگان این حملات بوده‌اند. این حملات در مناطق تحت کنترل مخالفان بشار اسد و ایران رخ داد، در نتیجه دولت سوریه و ایران را مقصر و عامل حملات می‌دانستند. دولت سوریه در ابتدا وقوع حملات شیمیایی را انکار کرد، اما بعد مخالفان را مسئول این حملات دانست.
عادل الجبیر، وزیر امور خارجه عربستان سعودی در گفتگوی تلویزیونی با شبکه العربیه در سپتامبر ۲۰۱۵ میلادی گفت: «ایران باید آخرین کشوری باشد که دربارهٔ ثبات در سوریه سخن می‌گوید، زیرا همه می‌دانند که عامل ویرانی و بدبختی مردم سوریه، ایران است.»
به هر حال، پشتیبانی از حکومت بشار اسد در سوریه و در پی آن، کمک به سرکوب و کشتار معترضان سوری در سطح گسترده و در طی چندین سال، یکی دیگر از نقض‌های حقوق بشر توسط جمهوری اسلامی است.